# Pelargonium tongaense
Pelargonium tongaense är en näveväxtart som beskrevs av P. Vorster. Pelargonium tongaense ingår i släktet pelargoner, och familjen näveväxter. Inga underarter finns listade i Catalogue of Life.